# La Femme à l'éventail (Renoir)
Pour les articles homonymes, voir La femme à l'éventail et Éventail (homonymie).
La Femme à l'éventail est un tableau de Renoir conservé au musée de l'Ermitage de Saint-Pétersbourg. Composé en 1881, il représente Alphonsine Fournaise, fille de son ami Alphonse Fournaise, propriétaire de l'Auberge du Père Fournaise que l'on voit notamment peinte dans son fameux tableau Le Déjeuner des canotiers. Alphonsine Fournaise y est représentée appuyée à la rambarde en train d'écouter le baron Raoul Barbier, ami intime de Renoir. La Femme à l'éventail est un portrait qui la représente et qui rend hommage à la tradition picturale espagnole. La jeune femme, vêtue de mauve et assise dans un fauteuil rouge, déploie un éventail.

## Histoire
Paul Durand-Ruel acquiert en janvier 1881 ce tableau avec d'autres auprès de Renoir. La Femme à l'éventail est vendue 500 francs. Il l'expose avec d'autres tableaux de Renoir en mars 1882 à l'exposition des impressionnistes de Paris. Le tableau demeure en sa possession jusqu'en 1908, lorsqu'il le vend au richissime collectionneur moscovite Ivan Morozov pour 30 000 francs.
La collection de Morozov est expropriée en 1918 et donnée en 1919 au 2e musée de la nouvelle peinture occidentale. En 1923, il rejoint le 1er musée de la nouvelle peinture occidentale et entre dans la collection du musée d'État de la nouvelle peinture occidentale, où il demeure jusqu'en 1930. Elle est attribuée alors au musée de l'Ermitage où elle se trouve toujours.
La poste d'URSS édite en 1973 un timbre de 20 kopecks (№ 4326 au catalogue des timbres d'URSS) représentant La Femme à l'éventail.

## Source
- (es) Cet article est partiellement ou en totalité issu de l’article de Wikipédia en espagnol intitulé « Niña con abanico » (voir la liste des auteurs).